# México en los Juegos Olímpicos de Moscú 1980
México estuvo representado en los Juegos Olímpicos de Moscú 1980 por un total de 45 deportistas, 36 hombres y 9 mujeres, que compitieron en 12 deportes.
El portador de la bandera en la ceremonia de apertura fue el saltador Carlos Girón Gutiérrez.

## Medallistas
El equipo olímpico mexicano obtuvo las siguientes medallas:
| Nombre | Deporte            | Competición                |
| --- | ------------------ | -------------------------- |
| Oro |                    |                            |
| — |                    |                            |
| Plata |                    |                            |
| Carlos Girón Gutiérrez                                                                                              | Saltos             | Trampolín 3 m M            |
| Bronce |                    |                            |
| Joaquín Pérez (Alymony)                                                                                             | Deportes ecuestres | Saltos ind.                |
| David Bárcena Ríos (Bombona) Manuel Mendívil (Remember) José Luis Pérez Soto (Quelite) Fabián Vázquez (Cocaleco)    | Deportes ecuestres | Concurso completo por eqs. |
| Jesús Gómez Portugal (Massacre) Joaquín Pérez (Alymony) Gerardo Tazzer (Caribe) Alberto Valdés Lacarra (Lady Mirka) | Deportes ecuestres | Saltos por eqs.            |

## Resultados por deporte

### Boxeo
México compitió en los pesos minimosca y gallo por primera vez desde 1972.
Por primera vez desde Roma 1960 el país no obtuvo ninguna medalla en la disciplina.
| Atleta                 | Evento         | Ronda de 64        | Ronda de 32        | Ronda de 16        | Cuartos de final   | Semifinales        | Final              | Final     |           |
| Atleta                 | Evento         | Oponente Resultado | Oponente Resultado | Oponente Resultado | Oponente Resultado | Oponente Resultado | Oponente Resultado | Posición  |           |
| ---------------------- | -------------- | ------------------ | ------------------ | ------------------ | ------------------ | ------------------ | ------------------ | --------- | --------- |
| Alberto Morales Colón  | Peso minimosca |                    | Bayasgalan (MGL) G | Li (PKR) P         | No avanzó          | No avanzó          | No avanzó          | No avanzó | No avanzó |
| Gilberto Román         | Peso mosca     |                    |                    | Mercado (PUR) G    | Lesov (BUL) P      | No avanzó          | No avanzó          | No avanzó | No avanzó |
| Daniel Zaragoza        | Peso gallo     |                    | Sutcliff (IRL) G   | Gilbody (GBR) G    | Anthony (GUY) P    | No avanzó          | No avanzó          | No avanzó | No avanzó |
| Carlos González Ferrer | Peso pluma     | Haddad (SYR G      | Otgonbayar (MGL) G | Fink (GDR) P       | No avanzó          | No avanzó          | No avanzó          | No avanzó |           |

### Clavados
Carlos Girón compitió en sus terceros Juegos Olímpicos.
Elsa Tenorio se convirtió en la primera mujer en alcanzar una final desde 1948.
A la puntuación total en la final se sumó la mitad de los puntos conseguidos en la preliminar para obtener el resultado final.
| Atleta                  | Evento                       | Preliminar | Preliminar | Final     | Final     | Total     | Total            |
| Atleta                  | Evento                       | Puntos     | Posición   | Puntos    | Posición  | Puntos    | Posición         |
| ----------------------- | ---------------------------- | ---------- | ---------- | --------- | --------- | --------- | ---------------- |
| Jorge Mondragón Vázquez | Trampolín 3 metros varonil   | 454.17     | 20         | No avanzó | No avanzó | No avanzó | No avanzó        |
| Francisco Rueda         | Trampolín 3 metros varonil   | 495.63     | 14         | No avanzó | No avanzó | No avanzó | No avanzó        |
| Carlos Girón            | Trampolín 3 metros varonil   | 580.20     | 1          | 602.040   | 2         | 892.140   | Medalla de plata |
| Carlos Girón            | Plataforma 10 metros varonil | 515.37     | 5          | 552.120   | 3         | 809.805   | 4                |
| Salvador Sobrino        | Plataforma 10 metros varonil | 456.87     | 11         | No avanzó | No avanzó | No avanzó | No avanzó        |
| Francisco Rueda         | Plataforma 10 metros varonil | 428.52     | 15         | No avanzó | No avanzó | No avanzó | No avanzó        |
| Guadalupe Canseco       | Trampolín 3 metros femenil   | 407.52     | 9          | No avanzó | No avanzó | No avanzó | No avanzó        |
| Elsa Tenorio            | Trampolín 3 metros femenil   | 389.01     | 16         | No avanzó | No avanzó | No avanzó | No avanzó        |
| Elsa Tenorio            | Plataforma 10 metros femenil | 360.03     | 3          | 359.430   | 6         | 539.445   | 6                |
| Guadalupe Canseco       | Plataforma 10 metros femenil | 316.89     | 10         | No avanzó | No avanzó | No avanzó | No avanzó        |

### Gimnasia
Estela de la Torre. Nació en la CDMX el 14 de febrero de 1965. Finalista All Around Individual en los Juegos Olímpicos de Moscú 1980, siendo la única gimnasta mexicana participante en estos Juegos Olímpicos, a los 15 años de edad. Medalla de Bronce Panamericano por Equipos en Puerto Rico 1979. Ganadora del Heraldo de México en 1981.
Ex Clavadista Mundial, 4.º Lugar Panamericano y Medallista Centroamericana.
33 años de experiencia como Comentarista Deportiva en diferentes medios de comunicación (1987-2020).
1987-2008 Comentarista de TV en Imevisión y TV Azteca especialista en Gimnasia Artística, Gimnasia Rítmica, Gimnasia de Trampolín, Clavados y Nado Sincronizado.
2008-2018 Comentarista de TV en Televisa Deportes Network (TDN), especialista en Gimnasia Artística, Gimnasia Rítmica, Gimnasia de Trampolín.
En 2018 ingresó a ESPN México como comentarista de Gimnasia Artística, Gimnasia Rítmica y Trampolín, donde ha cubierto los Juegos Centroamericanos de Barranquilla 2018, Juegos Panamericanos de Lima 2019, Colaboraciones de los Campeonatos del Mundo de Doha, Catar 2019 y Stuttgart, Alemania 2019. Cobertura de NCAA, eventos Colegiales de Gimnasia Artística de Estados Unidos.
Ha cubierto en TV, 7 Juegos Olímpicos: Seúl 1988, Barcelona 1992, Atlanta 1996, Sídney 2000, Atenas 2004, Beijing 2008 y Londres 2012.
Ha cubierto Juegos Centroamericanos, Juegos Panamericanos y más de 20 Campeonatos del Mundo de Gimnasia Artística, Gimnasia Rítmica y Gimnasia de Trampolín.
Desde el año 2012 es Miembro de la Mesa Directiva (Board of Directors) del Salón Internacional de la Fama de Gimnasia (International Gymnastics Hall of Fame IGHOF).

### Remo
María Fernanda de la Fuente se convirtió en la primera mujer en representar a México en el remo olímpico.
| Atleta                      | Evento                   | Cuartos de final | Cuartos de final | Repesca   | Repesca  | Semifinal | Semifinal | Final                    | Final                    |
| Atleta                      | Evento                   | Resultado        | Posición         | Resultado | Posición | Resultado | Posición  | Resultado                | Posición                 |
| --------------------------- | ------------------------ | ---------------- | ---------------- | --------- | -------- | --------- | --------- | ------------------------ | ------------------------ |
| María Fernanda de la Fuente | Scull individual femenil | 4:12.84          | 3                | 4:00.24   | 3        | No avanzó | No avanzó | No se presentó (Final C) | No se presentó (Final C) |